# كين سكارليت
كين سكارليت (بالإنجليزية: Ken Scarlett)‏ هو كاتب أسترالي، ولد في 27 نوفمبر 1927 في ملبورن في أستراليا.